# منطقة نادية
نادية رمزها «NA» (بالإنجليزية: Nadia)‏ ، هو تقسيم إداري لدولة الهند تتبع ولاية البنغال الغربية (بالإنجليزية: West  Bengal)‏ ، مركزها هو مدينة كريشنا نجر (بالإنجليزية: Krishnanagar)‏ عدد سكانها حسب تعداد سنة 2001 هو 4,603,756 ، مساحتها 3,927 كم² وكثافة السكان 1,172 لكل كم² .